# یوریکو فوچیزاکی
یوریکو فوچیزاکی (انگلیسی: Yuriko Fuchizaki; ۵ دسامبر ۱۹۶۸ – ) صداپیشه، بازیگر خردسال، و بازیگر تئاتر اهل ژاپن بود. وی از سال ۱۹۷۰ میلادی تاکنون مشغول فعالیت بوده‌است.